# Сан-Леонардо
Сан-Леонардо (итал. San Leonardo) —  коммуна в Италии, располагается в регионе Фриули-Венеция-Джулия, в провинции Удине.
Население составляет 1202 человека (2008 г.), плотность населения составляет 43 чел./км². Занимает площадь 27 км². Почтовый индекс — 33040. Телефонный код — 0432.
Покровителем коммуны почитается святой Леонард Ноблакский, празднование 6 ноября.

## Демография
Динамика населения:

## Администрация коммуны
- Официальный сайт: